# Tour de France 1912
10. Tour de France 1912 rozpoczął się 30 czerwca, a zakończył 28 lipca 1912 roku w Paryżu. Wystartowało 131 zawodników, ukończyło 41. Zwyciężył po raz pierwszy kolarz z Belgii - Odile Defraye. 
W 1912 roku, tak jak w siedmiu poprzednich wyścigach postanowiono ustalać klasyfikację generalną na podstawie punktów zdobywanych przez kolarzy na poszczególnych etapach. Na podstawie przeliczeń (miejsce, uzyskany czas i punkty dodatkowe) po każdym etapie najmniej „oczek” zdobył Odile Defraye, który tym samym został zwycięzcą jubileuszowej, dziesiątej edycji Tour de France. 
Wyścig odbywał się na tej samej trasie co rok wcześniej.

## Etapy
| Etap | Data       | Trasa                 | Dystans | Zwycięzca           | Lider wyścigu                   |
| ---- | ---------- | --------------------- | ------- | ------------------- | ------------------------------- |
| 1    | 30 czerwca | Paryż - Dunkierka     | 351 km  | Charles Crupelandt  | Charles Crupelandt              |
| 2    | 2 lipca    | Dunkierka - Longwy    | 388 km  | Odile Defraye       | Vincenzo Borgarello             |
| 3    | 4 lipca    | Longwy - Belfort      | 331 km  | Eugène Christophe   | Odile Defraye                   |
| 4    | 6 lipca    | Belfort - Chamonix    | 344 km  | Eugène Christophe   | Odile Defraye                   |
| 5    | 8 lipca    | Chamonix - Grenoble   | 366 km  | Eugène Christophe   | Odile Defraye Eugène Christophe |
| 6    | 10 lipca   | Grenoble - Nicea      | 323 km  | Octave Lapize       | Odile Defraye Octave Lapize     |
| 7    | 12 lipca   | Nicea - Marsylia      | 334 km  | Odile Defraye       | Odile Defraye                   |
| 8    | 14 lipca   | Marsylia - Perpignan  | 335 km  | Vincenzo Borgarello | Odile Defraye                   |
| 9    | 16 lipca   | Perpignan - Luchon    | 289 km  | Odile Defraye       | Odile Defraye                   |
| 10   | 18 lipca   | Luchon - Bajonna      | 326 km  | Louis Mottiat       | Odile Defraye                   |
| 11   | 20 lipca   | Bajonna - La Rochelle | 379 km  | Jean Alavoine       | Odile Defraye                   |
| 12   | 22 lipca   | La Rochelle - Brest   | 470 km  | Louis Heusghem      | Odile Defraye                   |
| 13   | 24 lipca   | Brest - Cherbourg     | 405 km  | Jean Alavoine       | Odile Defraye                   |
| 14   | 26 lipca   | Cherbourg - Hawr      | 361 km  | Vincenzo Borgarello | Odile Defraye                   |
| 15   | 28 lipca   | Hawr - Paryż          | 317 km  | Jean Alavoine       | Odile Defraye                   |

## Klasyfikacja końcowa
| Lp  | Zawodnik          | Kraj    | Zespół      | Punkty |
| --- | ----------------- | ------- | ----------- | ------ |
| 1.  | Odile Defraye     | Belgia  | Alcyon      | 49     |
| 2.  | Eugène Christophe | Francja | Armor       | 108    |
| 3.  | Gustave Garrigou  | Francja | Alcyon      | 140    |
| 4.  | Marcel Buysse     | Belgia  | Peugeot     | 147    |
| 5.  | Jean Alavoine     | Francja | Armor       | 148    |
| 6.  | Philippe Thys     | Belgia  | Peugeot     | 148    |
| 7.  | Hector Tiberghien | Belgia  | Griffon     | 149    |
| 8.  | Henri Devroye     | Belgia  | Le Globe    | 163    |
| 9.  | Félicien Salmon   | Belgia  | Peugeot     | 166    |
| 10. | Alfons Spiessens  | Belgia  | J.B. Louvet | 167    |